# Novello (Piemont)
Novello (piemontiul: Novèj vagy Novel) település Olaszországban, Piemont régióban, Cuneo megyében. Lakosainak száma 946 fő (2023. január 1.). Novello Barolo, Lequio Tanaro, Monchiero, Monforte d’Alba és Narzole községekkel határos.

## Népesség
A település lakossága az elmúlt években az alábbi módon változott:
| Lakosok száma | 977  | 983  | 946  |
|               | 2017 | 2018 | 2023 |